# Merton-These
Die Merton-These wurde 1938 von dem amerikanischen Soziologen Robert King Merton in seinem Buch Science, Technology and Society in 17th-Century England entwickelt. Ähnlich wie Max Webers bekannte These über den Zusammenhang zwischen der protestantischen Ethik und dem Entstehen der kapitalistischen Wirtschaftsordnung ging Merton davon aus, dass zwischen dem protestantischen Puritanismus und Pietismus einerseits und der experimentellen Naturwissenschaft der Frühen Neuzeit andererseits eine positive Korrelation bestand. In späteren Publikationen entwickelte Merton seine These weiter. Sie beschäftigt Wissenschaftler bis in die Gegenwart.

## Die These
Die Merton-These besteht aus zwei separaten Teilen. Erstens enthält die These eine Theorie, der zufolge Veränderungen in den Naturwissenschaften durch die Anhäufung von Beobachtungen sowie von verbesserten experimentellen Techniken und methodischen Ansätzen verursacht werden. Zweitens enthält die These das Argument, dass die Popularität der Naturwissenschaft im England des 17. Jahrhunderts und die Zugehörigkeit der Mitglieder der Royal Society zu bestimmten Kirchen – die meisten englischen Naturwissenschaftler dieser Zeit waren Puritaner oder andere Protestanten – durch eine Korrelation zwischen protestantischen Überzeugungen sowie Verhaltensweisen und den Grundsätzen der Naturwissenschaften erklärt werden kann. Nach Mertons Ansicht waren der englische Puritanismus und der deutsche Pietismus für die naturwissenschaftliche Revolution des 17. und 18. Jahrhunderts verantwortlich. Merton erklärte diesen Zusammenhang als eine signifikante Synergie zwischen den asketischen Werten des Protestantismus und denen der modernen Naturwissenschaft. Der Protestantismus habe naturwissenschaftliche Forschung ermutigt, indem er ihr die Aufgabe zugewiesen habe, Gottes Wirken in der Welt aufzudecken. Damit habe er eine religiöse Rechtfertigung für die naturwissenschaftliche Forschung bereitgestellt.

## Kritik und Bestätigung
Hinsichtlich des ersten Teils der These wurde kritisiert, sie berücksichtige nicht in hinreichendem Maße die Rolle, die die Mathematik und die materialistische Philosophie in der naturwissenschaftlichen Revolution gespielt hätten. Bezüglich des zweiten Teils von Mertons These wurde die Schwierigkeit kritisiert, die bei der Definition entsteht, welcher Protestant der „richtige Typus“ sei, ohne dass willkürliche Unterscheidungen eingeführt werden müssten. Außerdem wurde kritisiert, dass die These nicht erklären könne, weshalb Nicht-Protestanten Naturwissenschaft betrieben (z. B. Nikolaus Kopernikus, Leonardo da Vinci, René Descartes oder Galileo Galilei), und umgekehrt, weshalb es Protestanten des „richtigen Typus“ gebe, die keinerlei Interesse an Naturwissenschaften hätten. Merton erwiderte auf diese Kritik, dass das puritanische Ethos für die Entwicklung der Naturwissenschaft nicht notwendig gewesen sei, diese aber erleichtert habe. Merton wies zudem darauf hin, dass, sobald die Naturwissenschaft als legitime Institution anerkannt gewesen sei, sie die Religion nicht mehr gebraucht habe und schließlich eine Gegenkraft geworden sei, die zur Schwächung des religiösen Bewusstseins geführt habe. Dennoch sei in der Frühzeit der naturwissenschaftlichen Revolution die Religion einer der Hauptgründe für deren Entstehen gewesen.
Obwohl die Merton-These nicht alle Ursachen dieser Revolution erklärt, beleuchtet sie doch, wie die Gruppe der Naturwissenschaftler in England strukturiert war, und zeigt mögliche Gründe auf, weshalb dieses Land eine der wichtigsten Antriebskräfte der naturwissenschaftlichen Revolution war.
Dass religiöse Überzeugungen und konfessionell motivierte Verhaltensmuster einen starken Einfluss auf weite Bereiche von Staat und Gesellschaft auch nach dem Ende des 18. Jahrhunderts ausübten, ergab 1958 eine von dem amerikanischen Soziologen Gerhard Lenski und seinem Team breit angelegte empirische Untersuchung im Großraum Detroit (US-Bundesstaat Michigan). Sie ergab neben anderen Erkenntnissen signifikante Unterschiede zwischen Katholiken einerseits und Protestanten sowie Juden andererseits hinsichtlich der Einstellung zum Wirtschaftsleben und den Naturwissenschaften. Lenski fand die Kernpunkte der Thesen von Max Weber bestätigt, außer dass er keinen asketischen Zug im wirtschaftlichen Verhalten von Protestanten nachweisen konnte. Vor Weber habe John Wesley, einer der Begründer der Methodistenkirche, bereits um 1790 beobachtet, dass „Fleiß und Genügsamkeit“ (“diligence and frugality”), zwei Verhaltensnormen, die die Methodisten mit anderen protestantischen Denominationen teilten, als unbeabsichtigte Nebenwirkung diesen Menschen Wohlstand gebracht hätten. Die Studie habe gezeigt, dass Protestanten und die kleine Minderheit der Juden ein hohes Maß an „intellektueller Autonomie“ besäßen (“intellectual autonomy”), die eine günstige Voraussetzung für einen naturwissenschaftlichen Beruf sei. Dagegen hätten Katholiken eine intellektuelle Orientierung, die „Gehorsam“ (“obedience”) und Zustimmung zu den „geoffenbarten Wahrheiten“ der Kirchenlehre höher wertete als intellektuelle Autonomie, was für eine naturwissenschaftliche Berufskarriere abträglich sei. Untersuchungen katholischer Soziologen seien zu denselben Forschungsergebnissen gekommen. Lenski führte diese Unterschiede auf die Reformation und die katholische Reaktion darauf zurück. Die Reformation habe das Wachstum intellektueller Autonomie bei den Protestanten gefördert, insbesondere bei Täufern, Puritanern, Pietisten, Methodisten und englischen Presbyterianern. Zwar habe es im mittelalterlichen Katholizismus ebenfalls intellektuelle Autonomie gegebenen, beispielsweise bei Männern wie Erasmus von Rotterdam. Nach der Reformation hätten aber die katholischen Kirchenführer diese Eigenschaft zunehmend mit Protestantismus und Häresie gleichgesetzt. Stattdessen hätte die katholische Kirche von ihren Mitgliedern Gehorsam gegenüber der Kirchenlehre gefordert. Diese Unterschiede zwischen Protestanten und Katholiken seien bis in die Gegenwart wirksam geblieben. Deshalb könne keiner der katholischen Staaten wie Frankreich, Italien, Argentinien, Brasilien oder Chile, die zwar alle in ziemlich hohem Maße industrialisiert seien, zu den führenden Ländern auf technologischem und naturwissenschaftlichem Gebiet gezählt werden. Brasilianische katholische Soziologen hätten vor kurzem [1963] bei einem Vergleich ihres Landes mit den Vereinigten Staaten das religiöse Erbe Brasiliens als den Hauptgrund für die unterschiedlichen Entwicklungsstände der beiden Länder genannt.
Diese Sicht wird durch die Zahl der Nobelpreisträger in den natur- und wirtschaftswissenschaftlichen Fächern untermauert. Bis 10. Oktober 2010 hatten die Vereinigten Staaten 305 solcher Preisträger hervorgebracht, dagegen alle lateinamerikanischen Staaten zusammen lediglich sechs (Argentinien drei, Brasilien, Mexiko und Venezuela je einen). Seit etwa 1620 wurden die weitaus meisten bahnbrechenden, die Welt verändernden naturwissenschaftlichen Entdeckungen und technologischen Erfindungen in den protestantisch geprägten Ländern Großbritannien, Deutschland und den Vereinigten Staaten gemacht, von den keplerschen und newtonschen Gesetzen, der Evolutions- und Relativitätstheorie bis zur modernen Astronomie (Edwin P. Hubble) und Genetik (Francis Crick, James D. Watson); von der Dampfmaschine, dem Elektrogenerator und -motor, dem Automobil bis zu Computer und Internet.